# Aeroportul Higuerote
Aeroportul Higuerote (IATA: HGE, ICAO: SVHG) este un aeroport din Miranda, Venezuela ce deservește zona Higuerote⁠(d).
Situat la o altitudine de 4 m, aeroportul dispune de o singură pistă.